# 2000 au Belize
Chronologie du Belize
- 1996
- 1997
- 1998
- 1999
- 2000
- 2001
- 2002
- 2003
- 2004

Cet article présente les faits marquants de l'année 2000 au Belize.

## Gouvernement
- Monarque : Élisabeth II
- Gouverneur général : Colville Young
- Premier ministre : Said Musa
- Ministre de l’Économie : Said Musa
- Ministre de l'Agriculture : Dan Silva (en)
- Chef de l'opposition : Dean Barrow

## Statistiques
- le recensement de la population réalisé dans l'année donne une population totale de 240 204 habitants ; soit une croissance de 26 % par rapport au précédent recensement de 1991[1].

## Évènements

### Non daté
- à partir du début d'année, les pins du Belize font face à une attaque de dendroctones. L'espèce Pinus caribaea est particulièrement ravagée par le Dendroctonus frontalis. Ainsi, dans la réserve forestière de Mountain Pine Ridge, la mortalité des arbres sera évaluée à 90 %[2],[3].
- création du San Pedro Junior College (en).
- création de plusieurs aires naturelles protégées :
  - Réserve marine de Gladden Spit et Silk Cayes ;
  - Réserve marine de Port Honduras.

### Janvier
- x

### Février
- entre février et mai, est lancée la mission New Horizons. Les militaires américains de la Louisiana National Guard participent à cet effort humanitaire en construisant écoles et puits[4],[5].
- 11 février : le Belize forme des relations diplomatiques avec les Maldives[6] et la Malaisie[7].

### Mars
- 1er mars : Élections municipales béliziennes de 1999-2000

### Avril
- x

### Mai
- x

### Juin
- Saison cyclonique 2000 dans l'océan Atlantique nord

### Juillet
- 21 juillet : le Belize forme des relations diplomatiques avec la Chypre et l'Irlande[7].

### Août
- 1er août : ouverture de l'université du Belize.

### Septembre
- 15 septembre : Belize aux Jeux olympiques d'été de 2000.
- 20 septembre : George Cadle Price reçoit l'Ordre du Héros national, la plus haute distinction du pays. Il est reconnu comme Père de la nation[8].
- 21 septembre : Fête nationale.
- 30 septembre : l'ouragan Keith (en) atteint le Belize[9].

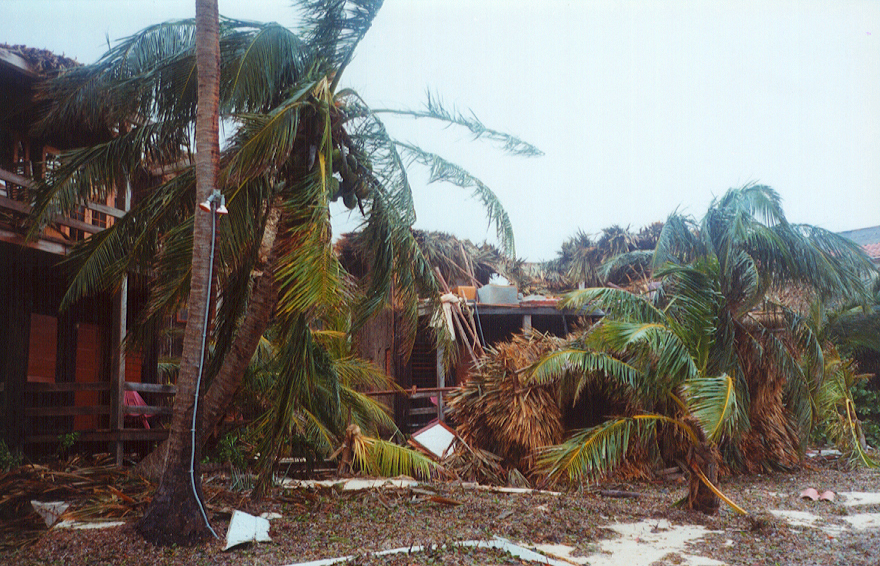
Dégâts après le passage de l'ouragan.
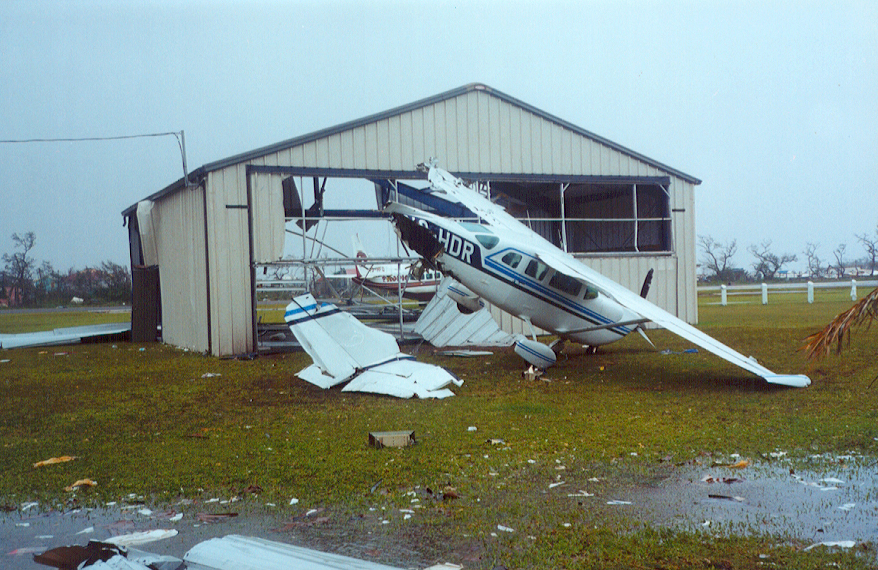

### Octobre
- x

### Novembre
- 3 novembre : le Belize forme des relations diplomatiques avec le Maroc[7].

### Décembre
- 1er décembre : le Belize devient membre de plein droit du Système d'intégration centraméricain (SICA)[5].

## Sport
- x

## Publications
- In-Transit: The Story of A Belizean Journey, autobiographie de Sadie Vernon, éducatrice et fondatrice du Sadie Vernon Technical High en 1964 à Belize City, un lycée pour filles (devenu mixte depuis)[10],[11].

## Décès
- 6 octobre : Gladys Stuart, actrice et écrivaine de pièces de théâtre[12].